# 小村楓香
小村 楓香（こむら ふうか、1997年6月5日 - ）は、日本の女子プロボクサーである。大阪府門真市出身。大阪府立門真西高等学校卒業。グリーンツダボクシングクラブ所属。高校を2度留年した経験から「ビリギャルボクサー」と呼ばれる。

## 来歴
泣き虫を治すため小学2年生で空手を始め、小学5年生の時に全国優勝。数々の大会で優勝し、空手家として結果を残すも、空手では将来が見えないとして、中学2年生でボクシングに転向。U-15全国大会で優勝する。
しかし、高校に進むとボクシングから離れて夜遊びに夢中になり、2度留年してしまう。
3度目の2年生となる2016年8月にプロ転向。8月7日、大阪府立体育会館にて長井香織戦でプロデビューし、判定勝利。このデビュー戦には、テレビ3局が収録に訪れるなど注目を集めた。
12月4日、松岡瑞稀を3回TKOで降し初のKO勝利。
2017年5月19日、後楽園ホールで武藤美希子と対戦し判定勝利。
8月11日、初代日本ミニフライ級王座決定トーナメントで一村更紗と対戦し判定勝利。
11月20日、矢吹純との初代日本ミニフライ級王座決定戦に挑むが、判定でプロ初黒星。
2018年3月、20歳で高校卒業。

## 戦績
- 6戦5勝2KO1敗

## 獲得タイトル
- 全国U-15ジュニアボクシング大会